# Capanna Regina Margherita
Capanna Margherita je horská chata nacházející se na vrcholu hory Signalkuppe (italsky Punta Gnifetti; 4554 m) ve Walliských Alpách v Itálii. Její současná kapacita je 80 lůžek v 15 pokojích. A 20 míst ve společné noclehárně. V chatě je instalována laboratoř na zkoumání vlivu výšky na člověka (rentgen, centrifuga, echokardiograf, lednice apod.). Napájení tohoto aparátu obstarává generátor. 

## Konstrukce
Chata je 20,5 m dlouhá, 8 metrů široká a 7 metrů vysoká. Dřevěná konstrukce je k vrcholu hory ukotvena 18 ocelovými lany o průměru 12 mm. Celkově bylo na novodobou rekonstrukci chaty potřeba 12 000 hodin práce a 60 letových hodin vrtulníku.

## Historie
První verze chaty byla dokončena 18. srpna 1893 a stála tehdy 17 904 lir. Tehdy se jednalo o malý domek. Již v té době byla ve vlastnictví CAI (Club Alpino Italiano). Její stavbu umožnila zafinancováním italská královna Margherita. Ona sama dokonce vystoupila při slavnostním otevření na vrchol Signalkuppe (Punta Gnifetti). Chata poskytla nocleh takovým osobnostem jako např. papeži Piu XI., americkému prezidentu Johnu F. Kennedymu a italské hlavě státu Sandru Pertinimu. Během doby však chata potřebovala zvětšit, protože nestačila náporu návštěvníků toužících zkusit nocovat ve výšce nad 4 500 m. Dnešní podoba chaty je z roku 1980.